# لونج
نام طایفه ای طبری در شهرستان نور (مازندران) است واین طایفه یکی از طایفه‌های قدیمی منطقه نور و چمستان می‌باشد. طایفه بزرگ لونج طایفه ای به اصطلاح ییلاقی ساکن روستای بومک و هلوپشته و در قشلاق عموماً در روستای لسفیجان زندگی می‌کنند

## نام
لونج =لون+ج
اهالی لون
در زمان مازنی ج در آخر بغضی کلمات آمده و نشان دهنده اهلیت می‌دهد
مانند
تاکرج:اهالی تاکر
کپج:اهالی کپ

## مردم
مردم لونج عموماً مردمی صحرایی، دارای روحیه جوانمردی، خونگرم، مهمان نواز و تنومند  هستند.
شغل بیشتر مردم لونج نسل در نسل پرورش گاو، گوسفند و بز بوده و از این رو بیشتر عمر خود برای حفظ دام در مراتع و ارتفاعات به اصطلاح محلی صحرا گذرانده اند و از این رو این طایفه به صحرایی بودن معروف است.
جمعیت طایفه لونج به حدوداً تا ۳۰۰۰ نفر می‌رسد.
نام خانوادگی اکثر مردم توکلی است. نام‌های خانوادگی دیگر مانند قلیپور، یوسفی، رخشنده، محمدی، شهابی، ابراهیمی، رجبی و …

## محل زندگی
مردم طایفه لونج در نیمه دوم سال بیشتر در روستای لسفیجان زندگی می‌کنند و بعضی‌ها هم در چمستان و روستاهای کرات کتی، سنگینده، مرداب، سلیاکتی، دارکلا، انگتارود، امیرآباد و … و حتی شهر و روستاهای آمل زندگی می‌کنند.
بیشتر مردم لونج در نیمه اول سال به ییلاق بومک و هلوپشته کوچ می‌کنند. بعضی دیگر از مردم لونج در ییلاق گزناسرا سکونت دارند.
از خویشان طایفه لونج در روستای دونا و کلاونگا زندگی می‌کنند.

## ورزش
معروف‌ترین و محبوب‌ترین ورزش میان مردم طایفه لونج کشتی است.
این طایفه از قدیم الایام تا به حال دارای ورزشکاران پر آوازه ای بوده است.